# Matula – Der Schatten des Berges
Der Schatten des Berges ist ein deutscher Fernsehfilm aus der Reihe Matula. Die Erstausstrahlung war am Karfreitag 2018.

## Handlung
Matula will nach Italien reisen, jedoch zwingt ihn ein Motorschaden an seinem klapprigen Kleinbus zu einem unfreiwilligen Aufenthalt in einem Wintersportort, in dem die Bevölkerung einen merkwürdigen verschwiegenen Eindruck macht. In einer Kneipe beobachtet er eine Auseinandersetzung zwischen zwei Dorfbewohnern. Beim Wandern mit seinem Begleiter, dem Hund „Dr. Renz“, entdeckt er am nächsten Morgen die Leiche eines der Kontrahenten.
Zwar scheint es zunächst so, als sei der Tote, der Metzger Martin Wiesner, bei einem selbstverschuldeten Kletterunfall ums Leben gekommen, doch schon bald kommen Matula Zweifel an dieser Unfall-Theorie. Mit den örtlichen Polizisten Janosch Grebe und Valentin Leipold, beginnt er, heimlich zu ermitteln. Grebe präsentiert ihm jedoch schnell Fakten, die beweisen sollen, dass Wiesner in Wahrheit Suizid begangen haben soll. Doch auch diese Indizien erscheinen Matula zweifelhaft.
Das führt allerdings dazu, dass Matula von der Dorfbevölkerung argwöhnisch beäugt wird. Dabei kommt ans Licht, dass eine im Dorf unbeliebte Familie bei einer Brandstiftung in ihrem Haus auf der Alm ums Leben kam und dieser Vorfall als Schwelbrand abgetan wurde. Da das Dorf sich gegen ihn verschwört, gerät Matula in große Gefahr. Mit Hilfe von Leipold, der aufgrund eines Auslandsaufenthalts nichts von der Verschwörung wusste und sie daher auch aufklären will, gelingt jedoch die Rettung und die Aufdeckung der Brandstiftung.

## Hintergrund
Der Film wurde im Frühjahr im Allgäu gedreht. Der Film behandelt Motive des Theaterstücks Der Besuch der alten Dame von Friedrich Dürrenmatt. Zudem hängt im Hotel Alpenhof in seinem Zimmer ein Kruzifix, und Matula hängt es ab.

## Kritik
„«Das ist bloß ein harmloser alter Mann ohne Beschäftigung – der tut nichts.» Weit gefehlt – Josef Matula, einst Privatdetektiv an der Seite wechselnder Anwälte im ZDF-Dauerbrenner «Ein Fall für Zwei», ermittelt bereits zum zweiten Mal solo.“

## Rezeption
Bei 5,09 Millionen Zusehern erzielte der Film einen Marktanteil von 16,7 Prozent, von denen 0,67 Millionen alias 6,6 Prozent Marktanteil aus der Zielgruppe stammten.